# Carl Schilling (Nautiker)

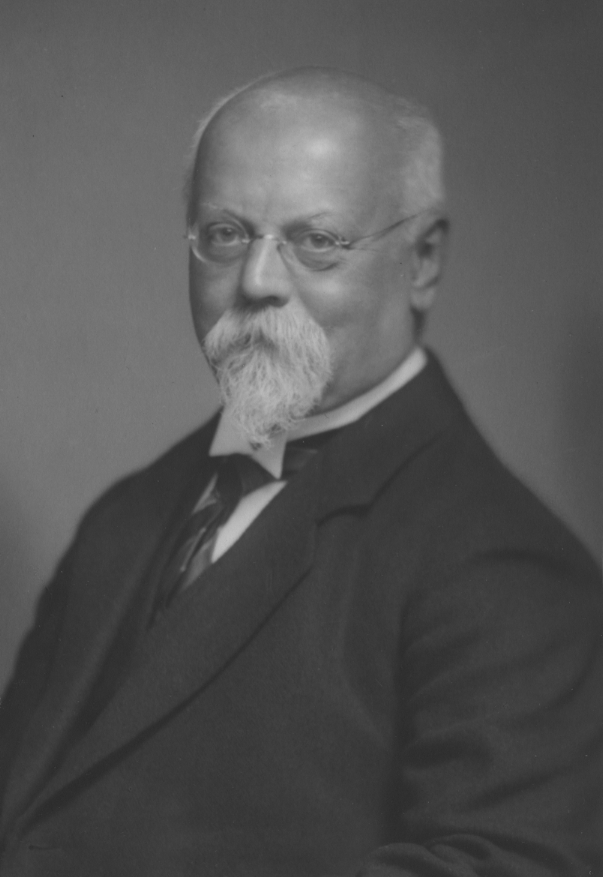
Carl Schilling (1931)

Carl David Schilling (* 13. September 1857 in Triest, Reichsunmittelbare Stadt Triest; † 20. Juni 1932 in Bremen) war ein deutscher Pädagoge, Mathematiker und Nautiker.

## Biografie
Carl David Schilling war der Sohn des Kaufmanns Julius Schilling (1830–1871) aus Triest und Caroline Schilling, geb. Rosenkart (1835–1919), ab 1865 lebte die Familie in Berlin. Er absolvierte das Luisenstädtische Gymnasium in Berlin und studierte seit 1875 Mathematik und Physik an der Universität Göttingen und in Berlin. 1878 wurde er Ehrenmitglied der Verbindung bzw. seit 1907 Burschenschaft Holzminda in Göttingen. 1880 wurde er in Göttingen bei Hermann Amandus Schwarz zum Dr. rer. nat. promoviert. 1882 ergänzte er seine Ausbildung zum Nautiker auf der Bark Melusine, einem deutschen Segelschiff, das auch China ansteuerte. Im Anschluss ging er für kurze Zeit zur Deutschen Seewarte nach Hamburg und wurde 1892 in Berlin Mitglied der Technischen Kommission für Seeschiffahrt im Reichsamt des Innern.
Im Jahre 1890 war er Gründungsmitglied der Deutschen Mathematiker-Vereinigung.
Nachdem Arthur Breusing auf ihn aufmerksam geworden war, wurde er Lehrer an der Seefahrtsschule Bremen, deren Direktor er von 1897 bis zum 1. Oktober 1927 war. Julius Preuß war sein Nachfolger. 1905 war Schilling Mitgründer und bis 1923 Vorsitzender des Nautischen Vereins. Er war in einer Reihe von Organisationen aktiv und seit 1900 Geschäftsführer des neu gegründeten Deutschen Schulschiffvereins. Politisch wirkte er nach 1919 in der liberal-konservativen Deutschen Volkspartei (DVP) und er war stellvertretender Vorsitzender der Partei in Bremen. Er wirkte beratend bei Gesetzen zur Seefahrt im Land und im Reich mit. Er gehörte dem Deutschen Evangelischen Kirchentag 1924 in Bethel und 1927 in Königsberg an. Der Bremer Senat ernannte ihn zum Professor. Schilling gehörte um 1931 dem Vorstand des Deutschen Hochseesportverbands Hansa an.
Er war seit 1884 mit Ida Riemann (* 22. Dezember 1862 in Pisa; † 22. Mai 1929 in Bethel), Tochter des Mathematikers Bernhard Riemann und von Elise Riemann, geb. Koch (1835–1904) verheiratet. Sie hatten zwei Töchter (Hedwig Schilling, Gertrud Schilling) und fünf Söhne (Bernd Schilling, Hans Schilling, Werner Schilling, Fritz Schilling, Karl-Ernst Schilling). Carl Schilling starb am 20. Juni 1932 in Bremen, er liegt auf dem Riensberger Friedhof begraben.

## Schriften
- Die Minimalflächen fünfter Klasse mit dem Stereoscop-Bild eines Modells derselben. Dissertation, Universität Göttingen 1880.
- Der Einfluß des Deviationswinkels bei Schiffs-Kollisionen. Quelle-Verlag, Bremen 1888. (zusammen mit Heinrich Wiegand).
- Arthur Breusing. Abhandlungen hg. vom Naturwissenschaftlichen Verein zu Bremen 13 (1896), S. 91–105.
- Der Kompaß an Bord eiserner Schiffe. Teubner, Leipzig 1904.
- Der mathematische Unterricht an deutschen Seefahrtschulen. Teubner, Leipzig 1912 (zusammen mit Heinrich Meldau).
- Nautische Tafeln. Edition Dingwort, Hamburg 1985, ISBN 3-87166-015-9 (Erstausgabe 1923, zusammen mit Heinrich Meldau und Otto Fulst).
- Steuermannskunst. Lehrbuch der Navigation. Quelle-Verlag, Bremen 1924 (Erstausgabe Leipzig 1909, zusammen mit Heinrich Meldau und Otto Fulst, begründet von Arthur Breusing).

## Herausgeber
- Wilhelm Olbers. Sein Leben und seine Werke, in 4 Bde. Julius Springer, Berlin 1894–1909